# 테레즈 라캥 (2013년 영화)
《테레즈 라캥》(영어: In Secret)은 2013년 공개된 미국의 에로 스릴러 로맨스 영화이다. 에밀 졸라의 동명 소설을 바탕으로 제작되었다.

## 줄거리
1860년대 파리. 병약한 사촌 카미유과 반강제로 결혼한 젊고 아름다운 테레즈 라캥은 작은 가게 계산대 뒤에서 무료한 시간을 보낸다. 테레즈는 카미유의 매혹적인 친구 로랑과 만나면서 격정에 찬 불륜을 시작하고, 이는 비극적인 결과를 초래한다.

## 출연진
- 엘리자베스 올슨
  - 릴리 레이트
- 톰 펠턴
- 오스카 아이작
- 제시카 랭
- 맷 루커스
- 셜리 헨더슨
- 매켄지 크룩
- 존 캐버나

## 기타 제작진
- 라인 제작: 안젤리야 블라이사블예비츠
- 배역: 디애나 브리지디, 일레인 그레인저
- 미술: 울리 하니시
- 세트: 미하엘 페히너
- 분장: 에리카 왹비스트
- 헤어: 잰 아치볼드
- 의상: 피에르이브 게로
- 시각 효과: 로베르트 피크
- 음향 감독: 마이클 머루서스
- 제작 관리: 칼만 언털, 기즐라 에버트
- 조감독: 토비 헤퍼먼